# Flytoget AS

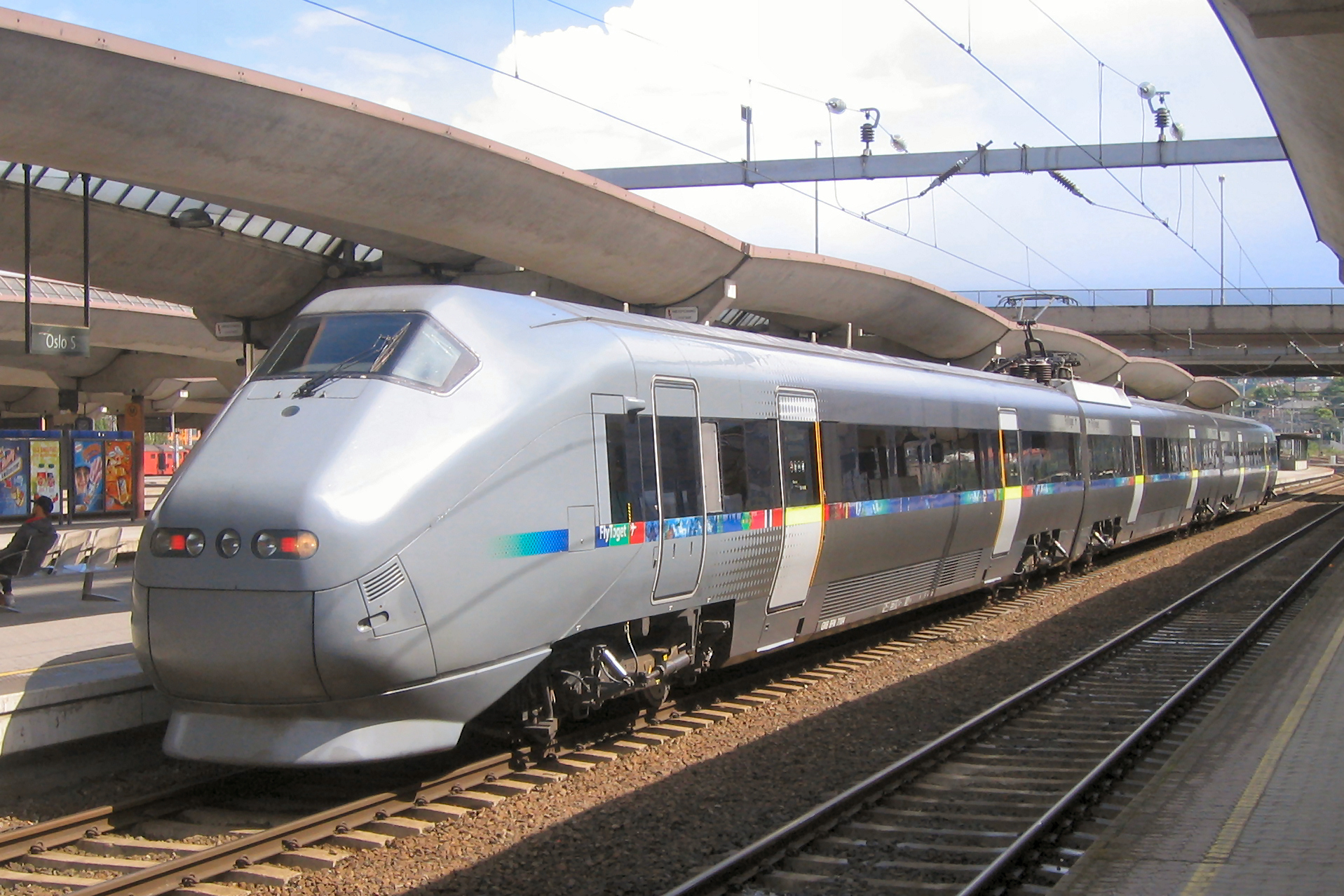
BFM 71104 på Oslo Sentralstasjon

Flytoget AS är ett norskt statligt företag som driver Flytoget. I juni 2004 blev Flytoget AS ett självständigt företag som kom att ligga direkt under Nærings- og handelsdepartementet (numera Nærings- og fiskeridepartementet). Verkställande direktör är Philipp Engedal.

## Fordon

### Eldrivna motorvagnar
- Type 71